# Andy Cleyndert

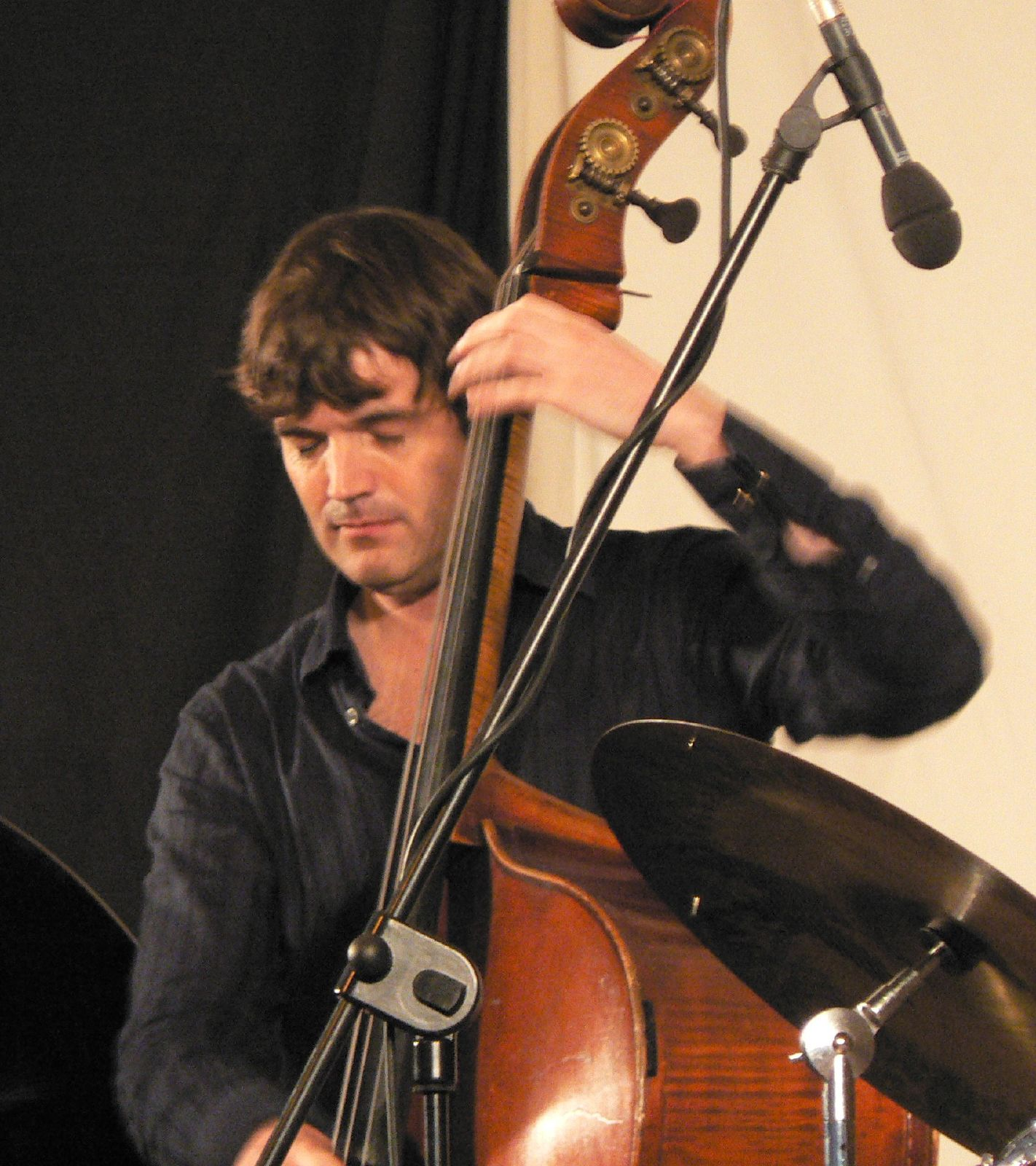
Andy Cleyndert beim Appleby Jazz Festival 2007

Andy Cleyndert (* 8. Januar 1963 in Birmingham als Nicolas Andrew De Young Cleyndert) ist ein britischer Kontrabassist des Modern Jazz, der auch als Musikproduzent hervorgetreten ist.

## Leben
Cleyndert entstammt einer musikalischen Familie (zwei Schwestern sind ebenfalls Berufsmusiker) und erhielt als Kind zunächst Geigenunterricht, dem in der Schulzeit in Newport (Essex) auch Gesangsunterricht und eine rudimentäre Ausbildung an Klavier und Fagott folgten. Mit elf Jahren entschied er sich für den Kontrabass, den er sich nach einigen Stunden als Autodidakt beibrachte. Als er 1981 die Schule verließ, arbeitete er in der Hausband des George Chisolm Club in Manchester, wo er durchreisende Solisten wie Art Farmer oder Joe Newman begleitete. 1982 zog er nach London, wo er zunächst auch Jobs in der Szene des Trad Jazz spielte, aber bald im National Jazz Youth Orchestra auftrat und zu den Gruppen von Bobby Wellins, von Don Weller/Bryan Spring oder Clark Tracey gehörte. In den nächsten Jahren tourte er mit Bobby Watson, Ted Curson, Slim Gaillard oder Red Rodney. Mit der Kenny Wheeler Big Band, in der die britischen Spitzenmusiker versammelt waren, nahm er für den Rundfunk auf.
Cleyndert unterbrach seine Karriere, um bis 1990 Mathematik und Psychologie zu studieren; dann gehörte er zur Combo von Ronnie Scott, mit dem er international auf Tournee ging. Dann arbeitete er bei Stan Tracey, mit dem er mehrere Alben einspielte, und bei Gene Harris, mit dem er gleichfalls international tourte. Weiterhin arbeitete er in den Bands von Alan Barnes, Kathy Stobart, Don Weller, Simon Spillett und Annie Ross; auch ging er mit Norma Winstone, Benny Green, Junior Mance, James Williams, Jon Gordon, Conte Candoli, Herb Ellis und Mundell Lowe auf Tournee. 2009 wurde er als bester Bassist mit den British Jazz Awards ausgezeichnet.
Auf seinem eigenen Label Trio Records veröffentlichte er mehr als 20 Alben von Stan Tracey, Junior Mance, Bobby Wellins, Martin Drew, Peter King, Don Weller, Mornington Lockett, Josephine Davies, Chris Biscoe und Colin Purbrook. Auch nahm er mit Tommy Chase, mit Tina May, mit Nick Weldon, mit John Donaldson und mit David Newton auf. Weiter hatte er Lehraufträge an der Royal Academy of Music und verschiedenen Sommerschulen.

## Lexikalische Einträge
- John Chilton: Who's Who of British Jazz, Continuum International Publishing Group, London 2004, ISBN 0-8264-7234-6